# Gare de McCreary
La  gare de McCreary dans le village de McCreary est desservie par Via Rail Canada. C'est une gare patrimoniale, sans personnel. Il y a 3 trains par semaine, dans chaque direction.

## Histoire
Le bâtiment de la gare est construit en 1912 par le Chemin de fer Canadien du Nord, sur une ligne, ouverte en 1897.

## Patrimoine ferroviaire
Le bâtiment construit par la Compagnie du Chemin de fer Canadien du Nord en 1912, est désignée Gare ferroviaire patrimoniale du Canada le 10 juin 1991.